# Windischgrätzi
Rodbina Windischgrätz, tudi zu/von Windischgraetz,  zu/von Windisch-Graetz ali zu/von Windisch-Grätz je bila ena najuglednejših plemiških rodbin habsburške monarhije. Na današnjem slovenskem ozemlju so imeli v lasti številna posestva in gradove. V 19. stoletju so bili poleg knezov Auerspergov in grofov Attemsov najpomembnejša plemiška rodbina na Slovenskem.

## Zgodovina rodbine
Po družinski tradiciji naj bi segal njihov začetek v 11. stoletje, dejansko pa se je priimek uveljavil v 13. stoletju po kraju Slovenj Gradec, ko se prvič omenjajo na Štajerskem, kamor naj bi prišli iz Zgornje Bavarske kot ministeriali Andeških.  V 14. stoletju so se iz Štajerske izselili in imeli posesti v nemških, čeških in ogrskih deželah. 
Nadaljnja zgodovina Windischgraetzev je tesno povezana s Habsburžani, ki so jim zaupali veliko pomembnih funkcij v notranjem in zunanjepolitičnem življenju cesarstva. Ugled in posest družine sta naglo rastla, sorodstveno so bili povezani s številnimi najuglednejšimi srednjeevropskimi rodbinami, iz vrst najvišjega plemstva, kot so Auerspergi, Breunerji, Esterhaziji, Herbersteini, Holland Brederooki, Lobkowitzi, Radziwilli, Salmi, Schwarzenbergi, v 19. stoletju in 20. stoletju pa so se s porokami zvezali celo z vladarskimi hišami Mecklenburg-Schwerina, Avstrije in Hessna.

### Sigmudova linija
V 15. stoletju se je rodbina razdelila v dve liniji: Sigmundovo in Ruprehtovo. Obe sta bili leta 1551 povzdignjeni v baronski, 1557 (Sigmund) in 1558 (Rupreht) pa v grofovski stan.

### Ruprehtova linija
Iz Ruprehtove linije sta izšli dve knežji veji. 
Alfred Kandid Ferdinand (*1787 †1862) je bil povzdignjen med kneze leta 1804. Njegova kneževina je obsegala grofiji Egloffs in Siggen na Švabskem. Kot vojak se je naglo povzpel, leta 1833 bil že maršal v Pragi, od koder je junija 1848 začel zmagoviti vojni pohod proti revolucionarjem. Pri dušenju revolucije na Dunaju in na Madžarskem (skupaj s hrvaškim banom Jelačićem), so sodelovali tudi njegovi peteri sinovi (Alfred, Ludwig, Leopold Viktorin, August Josef, Josef Aloys). Zaradi tega in tudi zaradi siceršnje politične naravnanosti (lojalnosti do Habsburžanov) so feldmaršal Alfred in njegovi nasledniki (pripadal jim je dedni sedež v gosposki zbornici avstrijskega parlamenta) postali simbol konzervativnih sil v monarhiji.
Feldmaršalov vnuk, knez Alfred August (*1851 †1927) je bil med 1893–95 predsednik avstrijske cesarske vlade, t.i. koalicijskega ministrstva. Člani te veje so v drugi polovici 19. stoletja kupili od Attemsov posesti okoli Rogatca in dvorec Strmol.

### Drugi pomembnejši člani rodbine
Weriand Alois (* 1790 † 1867), mlajši brat Alfreda Kandida Ferdinanda, je bil povišan v kneza leta 1822.  Po očetu Josephu Niklasu je podedoval posestva v Spodnji Avstriji, dve posestvi blizu Prage in gospostvo Senftenberg na Moravskem , ki pa jih je prodal in sredi 19. stol. nakupil na Slovenskem (Štajerskem in Kranjskem) posestva z gradovi vred, mdr.: grad Bizeljsko, grad Šteberk, Dvorec Hošperk (Haasberg), grad Konjice, Trebniški dvorec, Žičko kartuzijo, Predjamski grad, grad Logatec, grad Bogenšperk, grad Podsredo, dvorec Slatno, graščino v Oplotnici ipd. 

- dvorec Hošperk
- Trebniški dvorec
- grad Podsreda
- grad Bizeljsko
- grad Logatec
- grad Bogenšperk
- graščina Oplotnica
- dvorec Strmol
- Predjamski grad
- dvorec Slatna

Kmalu po povišanju v kneza se je Weriand Alois poročil s princeso Marie Eleonore Lobkowitz, v zakonu sta imela štiri sinove in hčerko. V ozadju nakupov so bili nedvomno gospodarski interesi, povezani zlasti z gradnjo železnice do Trsta in možnostmi prodaje lesa. V njegovem času je dvorec Hošperk (Haasberg) dobil podobo lovskega dvorca, ki pa se je dokončno izoblikovala, ko je družinska posestva na Kranjskem in Štajerskem nasledil njegov drugorojeni sin, knez Hugo Alfred Adolf.
Obširne posesti in priimek, ki spominja na Slovenj Gradec (pri tem pa naj bi bila ključna volja dvora), so pripravile Slovence na Kranjskem, da so izvolili tretjega sina Werianda Aloisa Ernesta Ferdinanda Werianda (* 1827 † 1918) v letih 1880/1885 za državnega poslanca v kmečki kuriji.
Ernest je bil velik zbiralec arheološkega orožja in numizmatičnega gradiva, ki ga pridobival z nakupi.
V času svojega prvega mandata je dal zgraditi veliki dvorec na Bledu, (kasnejšo rezidenco kralja Aleksandra z imenom Suvobor). Karađorđevići so dvorec leta 1938 podrli in na tem mestu začeli graditi nov dvorec, ki so ga okupatorji predelali. Leta 1945 so objekt po naročilu Tita spremenili v rezidenco, ki se je imenovala Maršalov dvor. Sedanje ime Vila Bled je dobil kasneje. Sprva je bil to protokolarni objekt, danes pa je namenjen turizmu.
Ernestov sin Otto Weriand Hugo (* 1873 † 1952) se je poročil z nadvojvodinjo Elizabeto Marijo Avstrijsko, vnukinjo cesarja Franca Jožefa I.
Hči zgoraj omenjenega kneza Huga Alfreda Adolfa, princesa Marie, ki se je poročila v vladarsko hišo Mecklenburg-Schwerina (* 1856 † 1929)  in je bila po poroki znana kot vojvodinja Mecklenburška, je zaslovela po svojih arheoloških izkopavanjih.
Bila je strokovno izobražena ljubiteljica, veliko denarja je vložila v izkopavanja med leti 1904-15 (prekopala je mdr. Magdalensko goro), najdbe (tudi z drugih najdišč) pa je hranila na gradu Bogenšperk.
Njena zbirka neprecenljive kulturnozgodovinske vrednosti je prišla leta 1934 na dražbo v ZDA in je danes na ogled predvsem v Peabodyjevem muzeju v Cambridgeu (Massachusetts, ZDA) in v Ashmolovem muzeju v Oxfordu, le skromen del je prejel Narodni muzej v dar.
Njena hči, vojvodinja Marie Antoinette Mecklenburško-Schwerinska se je v medvojnem obdobju pred nacisti umaknila v Jugoslavijo, kot sorodnica jugoslovanske kraljeve družine je bivala na Bledu in med drugo svetovno vojno tam tudi umrla.

## Mlajša veja rodbine Windisch-Graetz

### Rodovnik mlajše veje rodbine
- Veriand Alois (*1790 †1867), 1. knez (1822-1867)
  -  Hugo Alfred Adolf (*1823 †1904), 2. knez (1867-1904)
    - Hugo Veriand (*1854 †1920), 3. knez (1904-1920)
      - Hugo Vinzenz (*1887 †1959), 4. knez (1920-1959)
        -  Hugo Maximilian (*1914 †1942),
        -  Maximilian Anton (*1914 †1976), 5. knez (1959-1976)
          - Mariano Hugo (*1955), 6. knez (1976-danes), por. 1990 z nadvojvodinjo Sofijo Avstrijsko
            - Maximilian Hugo, naslednik rodbinskega naslova (*1990)
            - Alexis Ferdinand (†2010)
            -  Larissa Maria 

          -  Manfred (*1963)
            - Nicolò (*1997)
            -  Brando (*2008)

      -  Alfred Veriand (*1890 †1972), por. z Marie Isabello zu Hohenlohe-Langenburg
        - Christiane Anna
        - Gottfried Maximilian
        -  Hugo Veriand Antonius, por. s Caroline Knott
          - Constantin Weriand (*1962)
            - Leopold Veriand
            -  Otto Atticus

          -  Franz Karl (*1964)
            - Maximiliana Anastasia (*2004)
            -  Augustin Georg (*2006)

    -  Marie roj. Windisch-Graetz, kneginja Maklenburška (*1856 †1929)

### Hugo Veriand Windisch-Graetz (1854-1920)
Knez (princ) Hugo Veriand, s polnim plemiškim naslovom Hugo Veriand Alexander Wilhelm Alfred von Windisch-Graetz, se je rodil v Firencah, ravno tako kot leto prej rojena sestra Olga (1853-1934) in zatem še najmlajša, prej omenjana, Marie (1856-1929), najstarejša sestra Alexandrine (1850-1933) pa se je rodila v Strasbourgu.

### Christiane Marie Windisch-Graetz roj. von Auersperg (1866-1962)
Pred poroko leta 1885 (v starosti 19 let), je princesa Christiana živela na družinskem gradu Slatna na Češkem, zime pa preživljala v palači Auersperg na Dunaju. Bila je izjemno premožna dedinja, ena od treh najbogatejših v Avstro-Ogrski. Vsakemu od svojih enajstih sinov in hčera je podarila dragoceno tiaro, vendar je tako kot mnogo avstrijcev, večino svojega premoženja izgubila med prvo svetovno vojno. Kneginja je po pripovedovanju bila zelo izobražena, odlično je slikala, pisala pesmi in čudovito igrala klavir. Med rojstvi otrok je tudi veliko potovala, med drugim je obiskala tudi Veliko Britanijo.
Kmalu po poroki je pričela z obdaritvami revnih šolarjev, o čimer je leta 1894 poročal Slovenski gospodar: »Dasi knez Windischgraetz s svojo soprogo čez zimo na Dunaju stanuje, vendar je na račun blage kneginje v konjiškem gradu vsak dan 50 šolarjev dobilo opoldne juhe in kruha. Nebeški prijatelj otrok naj veliki dobrotnici tukaj in v večnosti povrne«. Kneginja je bila obče znana po svoji dobroti: »Svetla kneginja Kristjana je priredila pred tednom revnim šolarjem božičnico. Oblekla je 27 dečkov in 23 deklic z oblekami, katere je sama naredila ali kupila, drugim šolarjem pa je dala razdeliti obilo slaščic.« V zahvalo so ji učenci tedanje ljudske šole (sedanje Osnovne šole pod goro) za njen rojstni dan priredili proslavo, ki so se je udeležili tudi pevci, nekaj tržanov ter graščinski uslužbenci in delavci. Slavnostni govor je tedaj imel tajnik okrajne hranilnice g. Kostanjšek, ki je v nemščini kneginji zaželel vse najboljše. Kneginja se je zahvalila za lepe želje in petje, ter obljubila, da bo otrokom kljub težkim časom še naprej pomagala. Spregovorila je tudi nekaj slovenskih besed: »Ko sem prišla kot mlada deklica v Konjice...«
Zakonca sta živela predvsem na gradu Hošperk (Haasberg) pri Planini pri Rakeku, občasno tudi v dvorcu Trebnik v Konjicah. Od smrti moža Huga Werianda leta 1920 na Hošperku je živela v dvorcu Trebnik. Malo pred drugo svetovno vojno se je, iz doslej neznanega vzroka, preselila v dvorec Slatno, verjetno zato, da bi bila bliže sinu Alfredu, ki je živel na gradu Bogenšperk.
| HUGO VERIAND von WINDISCH-GRAETZ (1866-1920) |
| ∞                                            |
| CHRISTIANE MARIE von AUERSPERG (1864-1962)   |
| -------------------------------------------- |
| njuni sinovi in hčerke:                      |

| LUISA MARIE                    | HUGO VINZENZ             | ELISABETH MATHILDE | ALFRED                            | EDUARD VINZENZ         | OLGA                               | WILHELMINE                    | FRANZ JOZEF               | GABRIELLE                           | GOTTLIEB    | MARIA ANTOINETTA    |
| (1886-1976)                    | (1887-1959)              | (1889-1983)        | (1890-1972)                       | (1891-1976)            | (1893-1987)                        | (1895-1989)                   | (1896-1968)               | (1898-1992)                         | (1899-1945) | (1911-2002)         |
| ∞                              | ∞                        | ∞                  | ∞                                 | ∞                      | ∞                                  | ∞                             | ∞                         | ∞                                   |             | ∞                   |
| Giovanni Ceschi di Santa Croce | Leontine von Fürstenberg | Leone Rosa         | Isabelle von Hohenlore-Langenburg | Alexandra von Isenburg | Andreas Morsley Picard             | Leonidas Economo di San Serff | Desiree von Wagner Latour | Johann von Hohenlore Schillingfürst |             | Girolamo di Bosdari |
|                                |                          |                    |                                   |                        | ∞                                  |                               |                           |                                     |             |                     |
|                                |                          |                    |                                   |                        | Hubertus Maria von Ledebur-Wicheln |                               |                           |                                     |             |                     |

### Njuni sinovi in hčerke
1.
Najstarejša hči Louisette (Lof) se je rodila na Dunaju. Poročila se je na gradu Hošperk (Haasberg) 30. novembra 1911, z grofom Giovannijem Ceschi di Santa Croce iz Trsta. Imela sta sedem otrok. Družina je do leta 1945 v poletnih mesecih živela na gradu na Bizeljskem, preostali del leta pa v palači v Trentu.
2.
Najstarejši sin Hugo Vinzenz se je rodil na Hošperku. Obiskoval je srednjo šolo v Feldkirchnu. Ekonomijo je študiral na univerzi v Münchnu in uspešno doktoriral. 20. novembra 1912 se je v Donaueschingenu v Nemčiji poročil s princeso Leontino Isabelle von Fürstenberg. Ob izbruhu prve svetovne vojne se je udeležil bojev na avstrijski strani in bil tudi odlikovan. Med prvo svetovno vojno je pri Windischgraetzih na Hošperku večkrat bival zadnji avstrijski cesar Karel I.
Leta 1917 je Hugu Vinzenzu oče Hugo Weriand prepustil družinska posestva, na katerih je po prvi vojni gospodarske dejavnosti vodil skupaj z brati, zato se je z družino iz Konjic preselil na grad Hošperk. Njegovi ženi Leontini pa življenje na Hošperku (Haasbergu), ob samotnih gozdovih in neposredni bližini meje, ni bilo preveč všeč, zato sta kupila dvorec Sekirn na Vrbskem jezeru, kjer se je Leontina za stalno naselila. Hugo Vinzenz je kljub temu dal grad Hošperk temeljito prenoviti, urediti je dal električno napeljavo, vodno oskrbo s črpalko, skrito radiatorsko centralno ogrevanje ter telefon. Sam je večinoma bival v dvorcu Sekirn ob Vrbskem jezeru, del leta pa tudi na gradu Hošperk, vse do nemške okupacije in partizanskega požiga gradu 27. marca 1944.
Resnično je, da so med drugo svetovno vojno grad Hošperk občasno zasedale različne enote nemške vojske, vendar ne več v marcu 1044, ko so v njem partizani tudi prespali.
2.1.
V zakonu so se knezu Hugu Vincenzu in princesi Leontini von Fürstenberg rodili štirje otroki. Hči Irma se je rodila leta 1913 in se je 25. aprila 1936 na Dunaju poročila s princem/knezom Franzem von Weikersheimom. Dvojčka Hugo Maximilian in Maximilian Anton sta se rodila 1. septembra 1914 v Donaueschingenu. Že jeseni 1933 sta se pridružila italijanskemu kraljevemu vojnemu letalstvu. Hugo Maximilian je umrl 22. avgusta 1942, v letalski nesreči nad Rimom. Maximilian Anton je kot italijanski pilot med vojno sodeloval v bojih nad Grčijo, nato pa po kapitulaciji Italije zapustil vojaško službo. Najmlajši od sinov Friedrich Karl je med drugo svetovno vojno služil v nemški armadi. Med boji je bil dvakrat pogrešan in celo razglašen za mrtvega. Po vojni je dlje časa prebival v Milanu, nato pa se naselil v Švici.
2.1.1.
Leta 1946 se je Maximilian Anton v Cortini d'Ampezzo poročil s princeso Mario Luiso Serra di Gerace-Carafa d'Andria, v zakonu so se jima rodila sinova Mariano Hugo (*1955) in Manfred Windischgraetz (*1963) ter hčerki Irma (*1951) in Maximiliane (*1952).
3.
Elizabeth Mathilde (Isen) se je rodila na Dunaju in se leta 1961 poročila z italijanskim plemičem Leone Rosa, rojenem v Salernu. Umrla je v kraju Loppio v Italiji, leta 1983.
4.
Alfred Weriand se je rodil v dvorcu Trebnik v Slovenskih Konjicah. Študiral je na univerzi v Gradcu. Pridružil se je avstrijski vojni mornarici, kjer je bil pred vojno kadet, od leta 1917 pa poročnik bojne ladje. Leta 1929 se je na Dunaju poročil s princeso Isabelle von Hohenlore-Langenburg. Do leta 1943 je z družino živel na gradu Bogenšperk.
5.
Eduard Vinzenz se je rodil v dvorcu Trebnik v Slovenskih Konjicah (tedaj Gonobitz). Obiskoval je srednjo šolo v Feldkirchu, bival pa v internatu, ki so ga vodili jezuiti. Študiral je v Berlinu, na visoki tehnični šoli, vendar je njegov študij prekinila prva svetovna vojna. Dodelili so ga 11. polku ulancev, lahkih konjenikov, vendar so ga na vzhodni fronti kmalu zajeli Rusi, tako da je tri leta preživel v ujetništvu  v Kazanu in Taškentu. Po vojni je končal študij v Gradcu, ter postal diplomirani elektroinženir. Leta 1923 se je poročil s slepo princeso Alexandro von Isenburg, s katero sta imela štiri hčerke. Z družino se je oktobra 1935 iz Konjic preselil v Pivko (tedaj sv. Peter na Krasu), kjer je prevzel vodenje žage Pod njegovim vodstvom (znotraj družinskega podjetja SICLA) so leta 1937 pričeli proizvodnjo lesenih vezanih plošč, tovarna (po vojni znana kot Javor Pivka), pa je bolj ali manj uspešno delovala do leta 1943 in bila kasneje, kot vse rodbinsko premoženje, podržavljena. S svojo družino je bil proti koncu vojne zaradi brezvladja primoran živeti v tovarniškem skladišču  vse do oktobra 1945, nato so se umaknili v Trst. Umrl je v Eybachu v Nemčiji, leta 1976.
6.
Olga Maria (Oleg), se je leta 1916 na Hošperku poročila z Andreasom Morsley Picardom, se od njega ločila in se v drugo poročila z grofom Hubertusom Maria von Ledebur-Wicheln, ki je bil diplomirani inženir gozdarstva. Živela sta v graščini v Oplotnici. Hubertus je februarja 1945 skupaj s svojim sodelavcem izginil v enem od gozdnih revirjev gospodarstva Oplotnica.
Njune posmrtne ostanke so pokopali na pokopališču v Slovenskih Konjicah. Vdova Olga Marija se je po moževem izginutju zbežala v Trst, k svoji mlajši sestri Wilhelmini, kasneje pa se je preselila v Casteletto di Brenzone ob Gardsko jezero, kjer je umrla leta 1987.
7.
Wilhelmine (Wille), se je leta 1916 na Hošperku poročila z baronom Leonidasom Economo di San Serrf, iz rodbine podjetnih ter premožnih tržaških grških trgovcev, ki pa je bil od nje precej starejši. Živela sta v palači Economo v centru Trsta ter imela tri hčerke in sina. Wilhelmine je umrla leta 1989 v Spodnji Avstriji, v mestu Schönbühel na Donavi.
8.
Franz Joseph se je rodil v Konjicah in ni študiral na univerzi, temveč se je pridružil avstrijski armadi, kjer je služil v regimentu, poimenovanem po svojem znanem predniku, feldmaršalu Alfredu Windisch-Graetzu.. Po vojni se je ukvarjal s slikarstvom. Ker ni imel pravega smisla za gospodarjenje, so vse njegove finančne naložbe neslavno propadle. Po poroki z Desiree von Wagner Latour je sprva živel v dvorcu Trebnik v Slovenskih Konjicah, nato pa se je preselil v New York, prevzel ameriško državljanstvo in tam leta 1968 tudi umrl.
9.
Maria Gabrielle (Pielle) se je rodila 1898 v dvorcu Trebnik v Slovenskih Konjicah ter se leta 1918 na Dunaju poročila s knezom Johannom zu Hohenlore-Schillingfürst (tudi Hans von Ratibor und Corvay)..
Po smrti moža je tudi ona živela v mestecu Casteletto di Brenzone ob Gardskem jezeru, kjer je leta 1992 v visoki starosti umrla. 
10.
Gottlieb se je rodil leta 1899, v dvorcu Trebnik v Slovenskih Konjicah. Niso ohranjeni verodostojni viri o njegovi maturi, v Gradcu ali Feldkirchnu. Študiral je gozdarstvo v Münchnu. Študij je moral prekiniti zaradi izbruha prve svetovne vojne, vpoklican je bil v 14. regiment dragoncev »Fürst Windisch-Graetz« in se na soški fronti boril proti Italijanom. Nikoli se ni poročil. Skupaj z materjo kneginjo Kristijano sta prebivala v dvorcu Slatna. Kot gozdarski inženir ter ekonomist je skrbel za strokovno plat gospodarjenja z rodbinskimi gozdovi in za prodajo lesa. Ko je bil 27. marca 1944 dvorec Hošperk požgan, se je umaknil k sorodnikom v Trst. Tam so ga njemu znani partizani 13. maja 1945 zvabili v avtomobil, pod pretvezo, da se morajo v Postojni pogovoriti o rodbinskem imetju, vendar ga odpeljali v Ljubljano, kjer se je za njim izgubila vsaka sled. O njegovi nadaljnji usodi je znano, da je bil kot »politično sumljiv Slovenec« zaprt v Škofovih zavodih v Šentvidu (danes Zavod sv. Stanislava), zatem v sodnih zaporih, v prisilnih delavnicah na Poljanskem nasipu 52, in nazadnje v Psihiatriji na Studencu. S Studenca je izginil, tako kot trije Attemsi, aprila 1946.
11.
Maria Antoinetta (Manetti), rojena leta 1911 v dvorcu Trebnik, se je leta 1941 v Rimu poročila z grofom Girolamom di Bosdari iz Bologne. Umrla je leta 2002 v Trstu.

## Gospodarske dejavnosti rodbine
Knežji pohorski gozdovi na območju Oplotnice so imeli upravo v Slovenskih Konjicah ,  v lasti rodbine je bil tudi kamnolom granodiorita v Cezlaku (1905-1919) , ki so ga kasneje z industrijsko železnico povezali z Oplotnico. V okolici Oplotnice je sprva delovala najmlajša pohorska glažuta, v lasti kneza Windischgraetza, izpričana je tudi povezava z družbo Hauser-Prašnikar & Co, ki je po pogodbi s knezom dala zgraditi od Lukanje do Oplotnice cesto in kar 13 žag ob potoku Oplotniščici, največ pa v Lukanji. Leta 1860 je knez od pogodbe odstopil in odtlej sam upravljal sečnjo lesa, spravilo na žage in prodajo. Za spravilo lesa so na Jurgovem pod Roglo zajezili potok tako, da so lahko kontrolirano izpuščali vodo za plavljenje. To vodno pot je na podlagi avstroogrskega zakona o gozdovih iz leta 1852 večkrat odobril poseben organ v Celju.
Knez Hugo Alfred Adolf Windischgraetz (*1823 †1904) je imel v bližini Oplotnice opekarno (Partovec), zato so novo steklarno (delovala je med leti 1871 in 1894), sezidali iz lastne opeke. Imela je dve peči s 16 talilniki, železno vodno kolo je služilo za pogon mlina kremenčevega peska ter stop za glino, tudi lastno brusilnico z dvajsetimi delovnimi mesti. Za prevoz lesa so iz Kota, kjer je knez imel okoli 5.000 oralov gozdov, zgradili vodno rižo. V obdobju med 1873 in 1880 je opekarna stalno zaposlovala med 80 do 100 delavcev, ki so izdelovali zahtevne in drage, tudi brušene izdelke, katere so prodajali po celi Avstriji, daleč največje količine pa preko Trsta izvažali v Orient. V Oplotnici je knez imel tudi tovarno lesne volne , saj je bila tovrstna embalaža nujno potrebna za prevoz krhkih steklenih izdelkov. Po letu 1880 (ko je pričelo primanjkovati slabše bukovine) je steklarna delala samo z eno pečjo, leta 1893 pa so prenehali s proizvodnjo. Na njenem mestu je družba Hofrichter & Co še istega leta odprla obrat za proizvodnjo upognjenega pohištva. 
Rodbina je imela tudi obsežne vinograde v Ritoznoju pri Slovenski Bistrici in na Škalcah v Slovenskih Konjicah, kjer je bila v sedanji vili Maria knežja gozdna uprava in tudi vinska klet. 
Gozdna uprava windischgraetzovih posestev na Notranjskem je bil prvotno na gradu Hošperk, vse do 1. aprila 1907, nato so jo preselili v Kačjo vas pri Planini. Od leta 1919 (pod vodstvom ing. Hoffmanna) je planinska gozdna uprava spadala pod družbo SCLABSA, vse do leta 1924, ko je bil tudi sedež gozdne uprave preseljen v Postojno.
Do leta 1907 je na posestvu Hošperk delovala samo ena žaga, in sicer v Planini, na lokaciji »Pod gradom«. Med prvo svetovno vojno (l. 1916) je bila zgrajena nova žaga na železniški postaji Planina, namenjena predvsem obdelavi lesa iz revirja Ravnik. Leta 1922 je bila zgrajena žaga v Belskem, leta 1924 pa je bila odkupljena še nekdanja velika žaga posestnika Jurce v Postojni. Leta 1934 je rodbina kupila propadlo žago v Pivki (tedaj sv. Peter na Krasu), ki je bila nato razširjena v tovarno vezanih plošč.

### SCLABSA in SICLA
Delniška družba SCLABSA (Societa' Coltivazione Legnami Abbattimento Boschi S.A.), v prevodu družba za vzgojo in posek gozdov, je bila ustanovljena decembra 1919, s sedežem v Trstu. Nekaj ustanovnega kapitala je prispevala Banca Commerciale Italiana, največji delničar je bil dr. Hugo Vinzenz Windisch-Graetz, med ostalimi delničarji je bil tudi baron Leo Economo, v upravnem odboru pa tudi grof Giovanni Battista Ceschi. Podjetje je upravljalo gozdove na področju Planine, pridobilo pa si je tudi pravico za prodajo lesa z Windischgraetzovega posestva pri Oplotnici in posestva Ravnik pri Planini. Na družbo so bila zemljiškoknjižno prepisana vsa na italijanski strani meje ležeča zemljišča rodbine. 
Po podatkih iz leta 1928 je podjetje tedaj upravljalo šest žag, s povprečno 126 zaposlenimi. Ustanovitev delniške družbe je pomenila zgolj novo organizacijsko in pravno obliko za opravljanje iste dejavnosti, to je pridobivanja in trgovine z lesom, s katero so se knezi Windischgraetzi ukvarjali že pred prvo svetovno vojno, oz. že od 18. stoletja dalje.
Generalna uprava družbe SCLABSA je bila sprva, do aprila 1933, v Trstu,
nato je bila uprava premeščena v Postojno, v nekdanji hotel Adelsbergerhof (na tem kraju danes stoji Srednja gozdarska in lesarska šola Postojna), v katerem je med prvo svetovno vojno svoj štab imel avstro-ogrski feldmaršal Svetozar Borojević von Bojna. Leta 1942 se je SCLABSA zopet razdružila in so bile posamezne posestne enote zemljiškoknjižno prenesene na posamezne rodbinske člane.
Decembra 1928 je bila ustanovljena hčerinska delniška družba SICLA (Societa' per l'Industria ed il Commercio di Legnami Anonima), v prevodu delniška družba za industrijo ter trgovino z lesom, s sedežem v Trstu, na istem naslovu kot SCLABSA, s skoraj nespremenjenimi delničarji in člani upravnega odbora. Namen hčerinske družbe je bil nadaljevati z industrijsko in trgovinsko dejavnostjo, z usmeritvijo izključno v predelavo lesa, zato so bili na SICLO preneseni industrijski obrati, orodja, stroji ter z njimi povezana prevozna sredstva matičnega podjetja, predvsem žage v Postojni, Kačji vasi pri Planini in pri Belskem. Družba je skrbela za obdelavo in prodajo lesa iz rodbinskih gozdov, za stike s strankami in naročniki. Po dokapitalizaciji leta 1932 je v obeh podjetjih največji delničar ostal dr. Hugo Winzenz Windisch-Graetz, medtem ko so bili imetniki večine ostalih delnic drugi rodbinski člani. Med delničarji SICLE sta bila tudi grof Giovanni Battista Ceschi in baron Leo Economo.

### FALLERSA
Leta 1938 je bila v Trstu ustanovljena delniška družba FALLERSA (Fabbrica Lestre, Legno, Reintegrato Societa' Autonoma), s sedežem v Comu. Družbo so ustanovili večinski, preko 70-odstotni delničar knez dr. Hugo Winzenz  Windisch-Graetz in še štirje drugi. Knez Windisch-Graetz je imel že v lasti tovarno vezanih plošč v Pivki, furnirnico v Prestranku, lesni obrat v Postojni in druge lesnopredelovalne obrate. Prvotno so tovarno nameravali postaviti v Postojni, vendar so se kasneje, zaradi proizvodnega postopka, ki je zahteval velike količine vode, odločili, da jo zgradijo pri Ilirski Bistrici (tedaj Villa del Nevoso).
Lokacija v Trnovem je bila poleg bližine reke Reke ugodnejša tudi zaradi bližine železnice in reškega pristanišča. Z gradbenimi deli so začeli v letu 1940, že leta 1943 pa so bila v veliki meri končana montažna dela strojev in opreme. Tovarna je bila med vojno leta 1945 bombardirana in poškodovana. Po vojni so proizvodnjo obnovili, tovarno pa podržavili. Prve lesonitne plošče so bile izdelane 16. aprila 1946 in so bile prve vlaknene plošče, proizvedene  v Sloveniji, Jugoslaviji in na Balkanu.
Vse rodbinske družbe so prenehale poslovati leta 1945, arhivske dokumente o njihovem poslovanju hrani banka Intesa Sanpaolo v Trstu.

## Rodbina Windischgraetz danes
Zanimanje za rodbino Windischgraetz med zgodovinarji in drugimi raziskovalci ni le pojava današnjih dni, temveč je ta mogočna rodbina že stoletja predmet raziskav in občudovanja. 
Družina Windischgrätz je na Slovenskem izgubila svoje mesto med in po 2. svetovni vojni, ko so bili njeni člani izgnani, nekaj jih je bilo tudi pobitih ipd. Položaj nacionaliziranega premoženja družine Windischgraetz v Sloveniji še vedno ni določen in rešen. Popolnoma drugačen položaj ima družina Windischgraetz v Italiji, Avstriji in Nemčiji, kjer je njihov položaj še vedno skoraj nespremenjen kot pred sto leti. Družbeno zelo razpoznavna, vplivna, ugledna in premožna družina ima številne mednarodne, gospodarske, humanitarne in diplomatske povezave.

## Predstavniki rodbine
- Alfred I. von Windisch-Graetz (1787-1862) avstrijski feldmaršal
- Alfred II. von Windisch-Graetz (1819-1876) avstrijski general
- Alfred III. von Windisch-Graetz (1851-1927) avstrijski ministrski predsednik (1893-1895)
- Hugo Weriand Windisch-Graetz (1854-1920) veleposestnik in politik
- Mariano Hugo von Windisch-Graetz diplomat

## Arhivski fondi

#### Zgodovinski arhiv Celje:
- Veleposestvo kneza Windischgrätza v Konjicah (1923-1930): SI-ZAC/0832 (Oskrbništvo kneza Windischgrätza, kmetijska proizvodnja, gozdni urad, Lesna industrija kneza Windischgrätza)

#### Arhiv Republike Slovenije:
- Uprava gozdov kneza Windischgrätza Postojna (1941-1944): SI-AS 1836
- Granitna in lesna industrija Oplotnica (1845-1943): SI-AS 152